# Casa de San Luis

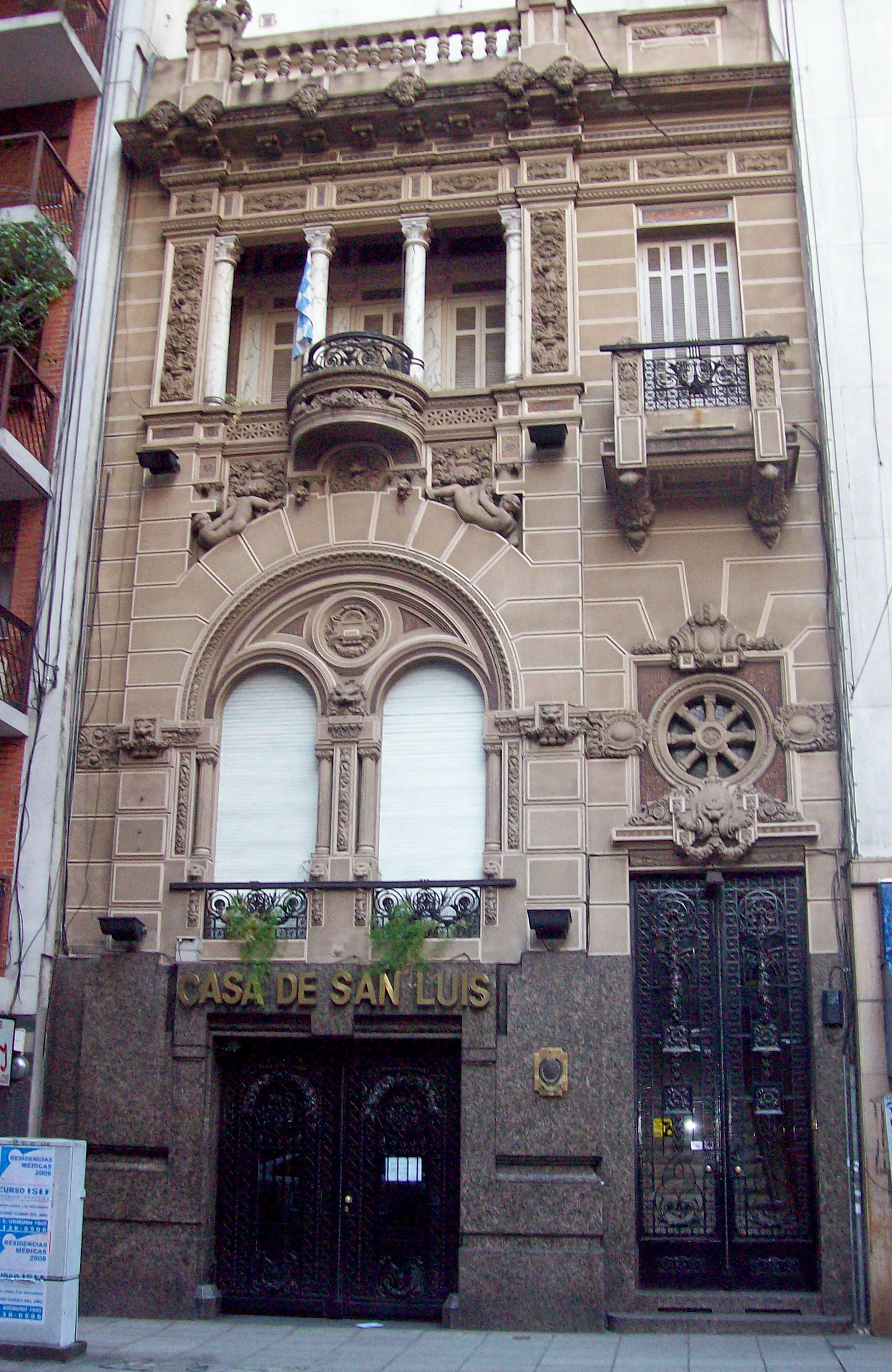
Fachada.

La Casa de San Luis, ubicada en Azcuénaga 1087, Recoleta, Buenos Aires, Argentina, es una construcción, destacado ejemplo de la arquitectura del llamado “art nouveau” porteño, que fue diseñada por Virginio Colombo en 1920 como petit hotel para la familia del industrial Carlos Lagomarsino.
Recibe su nombre por haber pertenecido al Gobierno de la provincia de San Luis desde 1985 hasta noviembre de 2024, en que pasó a manos de un nuevo dueño. También es llamado por el nombre de su primer dueño como "Palacio Lagomarsino".

## Historia

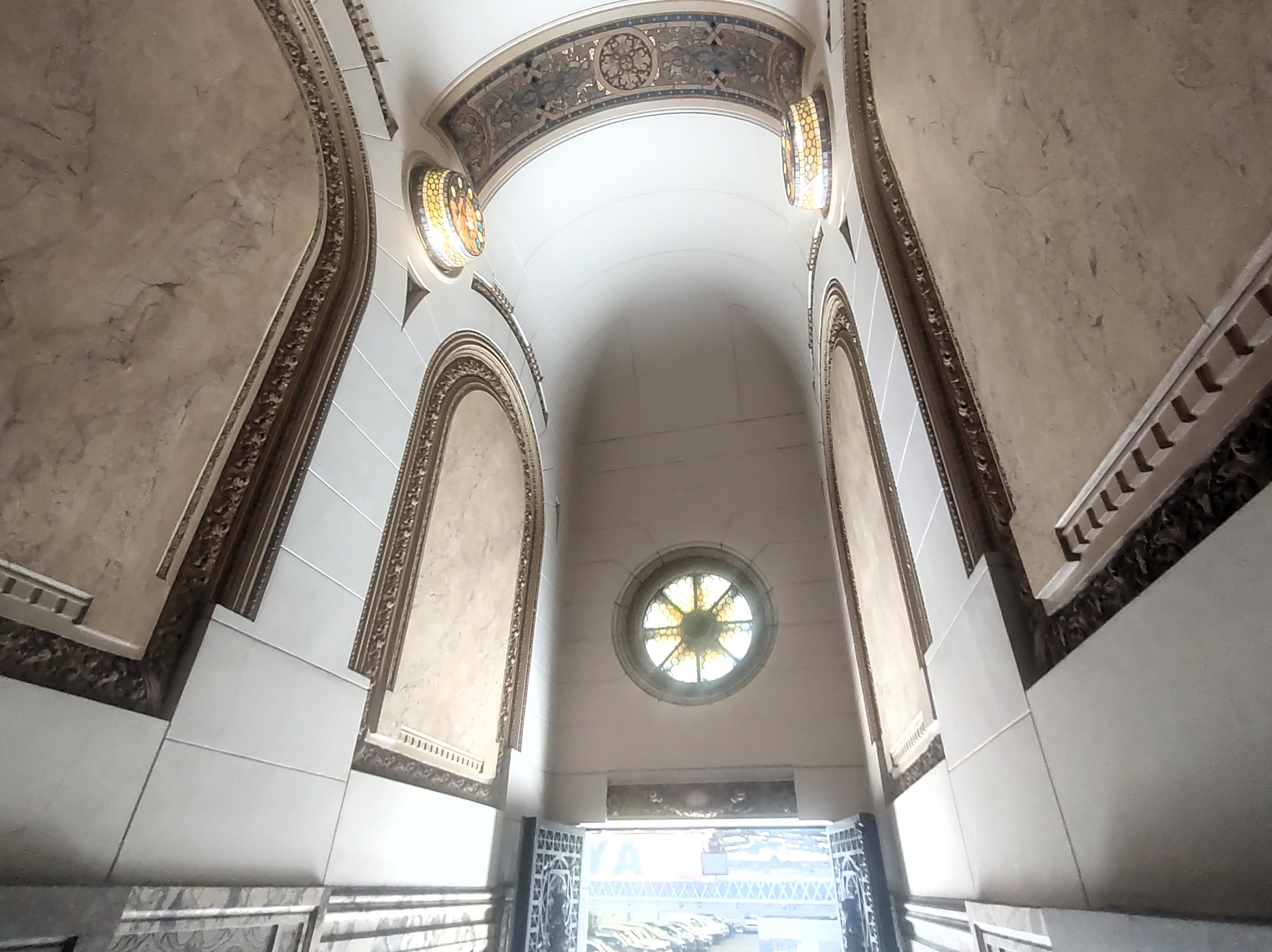
Entrada

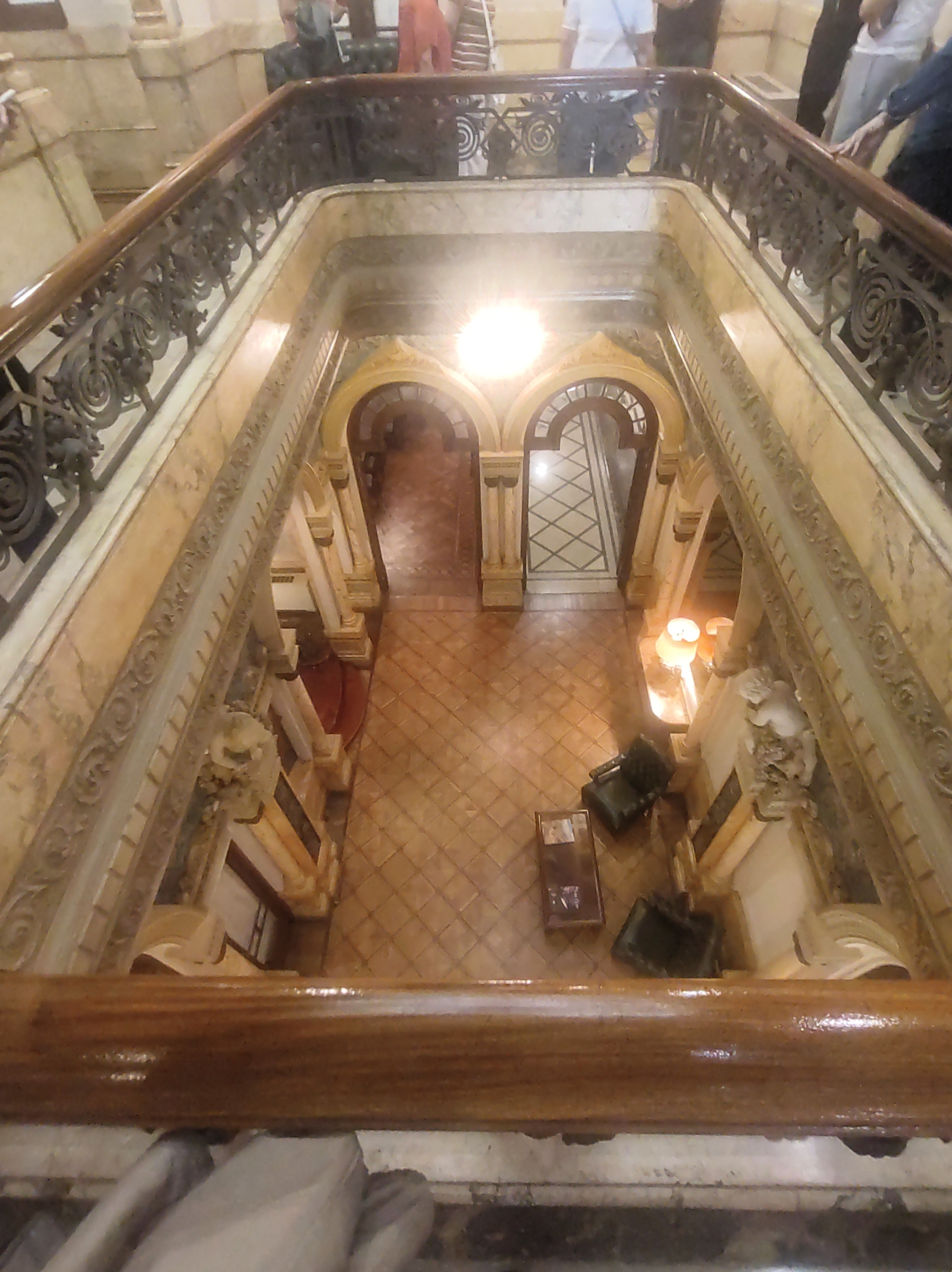
Planta baja

Diseñada por Virginio Colombo en 1920, esta mansión en Azcuénaga 1087 (a pocos metros de la avenida Santa Fe) fue construida para Carlos Lagomarsino, un industrial textil italiano, que junto a su hermano Carlos eran dueños de la afamada marca de sombreros "Lagomarsino". El empresario buscaba reflejar su ascenso social, en el terreno que compró en la calle Azcuénaga al 1083/87. La familia del industrial  (compuesta por él, su esposa y cinco hijos), habitó el edificio durante solo cuatro años, celebrando allí eventos importantes como bodas y reuniones sociales. La decoración original, a cargo de Colombo, incluía estucos, frescos, vitrales y gobelinos tejidos por la hija mayor, que mostraban el gusto refinado de la época.
Tras la muerte de Carlos Lagomarsino, la casa pasó por diferentes manos y usos. Inicialmente, fue comprada por el Dr. Riguera, quien la utilizó como consultorio médico. Más tarde, entre 1960 y 1969, albergó la primera Escuela de Aviación y el servicio de Inteligencia de la Aeronáutica argentina.
En 1973, se instaló en ella una sucursal del Banco Interamericano Regional, el Banco de la Mujer, llamado Juana de Arco, que realizó varias modificaciones edilicias, acondicionando la casa con espacios para oficinas, sanitarios, calefacción, un ascensor, el tesoro en la planta baja y un auditórium en la terraza, manteniendo intacto todo el primer piso del edificio. En 1982 el banco quebró y el edificio fue subastado, pasando a manos de una inmobiliaria, y finalmente fue adquirida por el Gobierno de San Luis por 340.000 dólares, inaugurándose oficialmente como Casa de San Luis en 1985. El edificio fue emblemático por eventos políticos como la conferencia de prensa de Alberto Rodríguez Saá y Eduardo Duhalde en 2011.
Con el tiempo, enfrentó altos costos de mantenimiento y el gobernador de San Luis, Claudio Poggi anunció la venta del inmueble como parte de un programa de austeridad, la cual se realizó en 2024.

## Descripción
Actualmente tiene una superficie de 1443 metros cuadrados, cuatro pisos, ascensor, dos baños por piso, salones de diferentes magnitudes y varias oficinas privadas.
La residencia, concebida con un estilo ornamental y refinado, se distingue por la presencia de arcos redondeados, amplias ventanas y logias, adornadas con elementos florales y cornisas dentadas. En su diseño destacan diversas técnicas decorativas, como estucos, frescos, relieves y vitrales excepcionales que representan escenas de flores y figuras esbeltas de gran delicadeza.
En el centro, un gran vitral cenital inunda de luz la entrada, donde querubines parecen custodiar el acceso. La mansión, con sus veinte espacios, incluye salones decorados con vitrales delicados, guardas con motivos de dragones y pasillos revestidos en tonalidades que imitan el mármol. Los espejos sobre las consolas evocan los gobelinos pintados por Colombo, que en el pasado realzaban el recibidor. En su interior, destacan los sofisticados pisos de madera trabajados en mosaicos y marquetería.
En el exterior, aunque la altura de la casa es modesta en comparación con las construcciones urbanas actuales, su diseño logra captar la atención de los transeúntes. Los balcones, herrajes ornamentales, filigranas y figuras de piedra invitan a detenerse y observar los detalles. Sobre la puerta de hierro destaca un ventanal decorado con vitral, donde aparecen motivos de timones, pavos, querubines y cabezas de dragones que embellecen los desagües, junto a copones con elementos naturales que enriquecen la fachada.

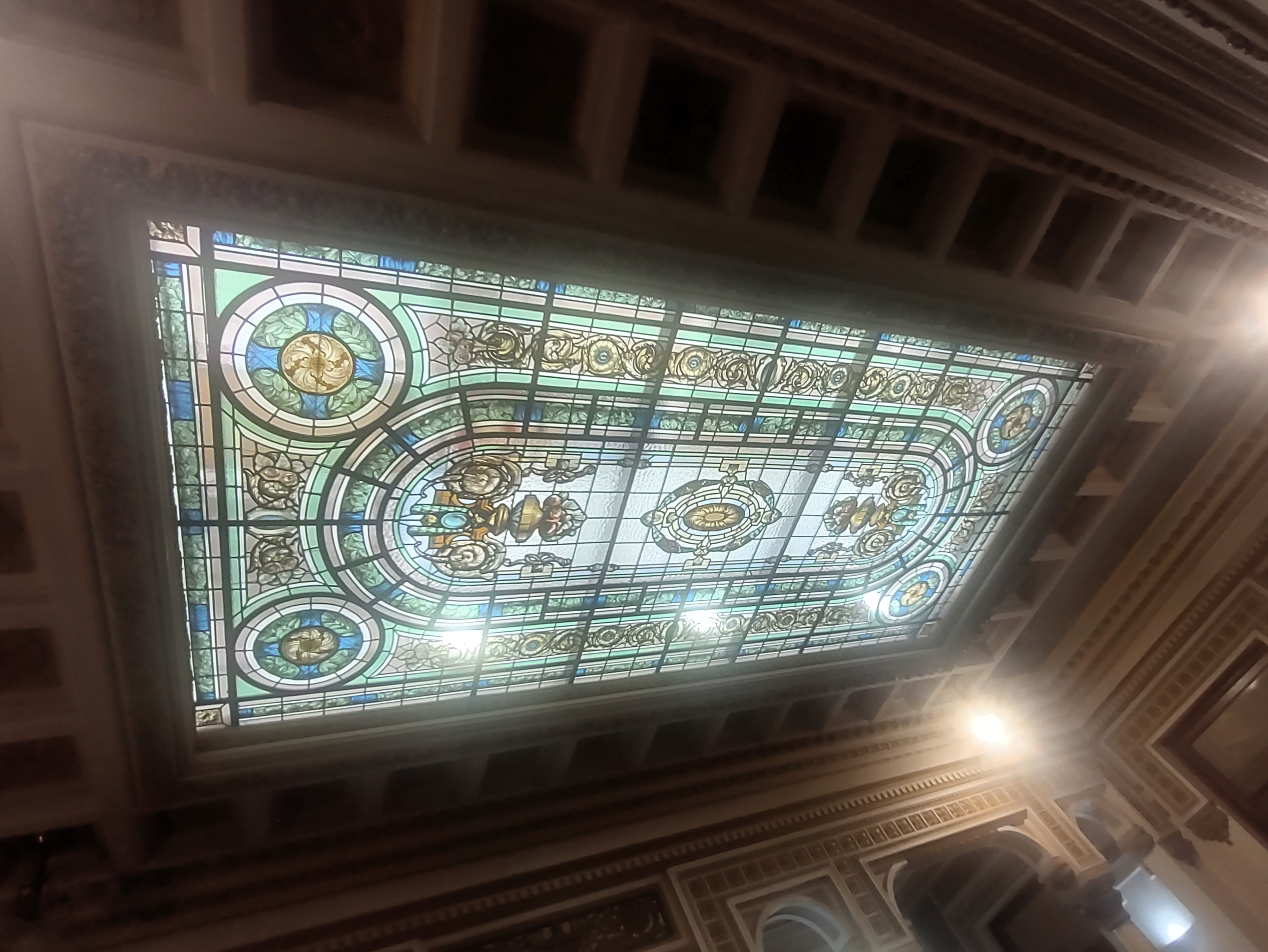
Vitral en el techo
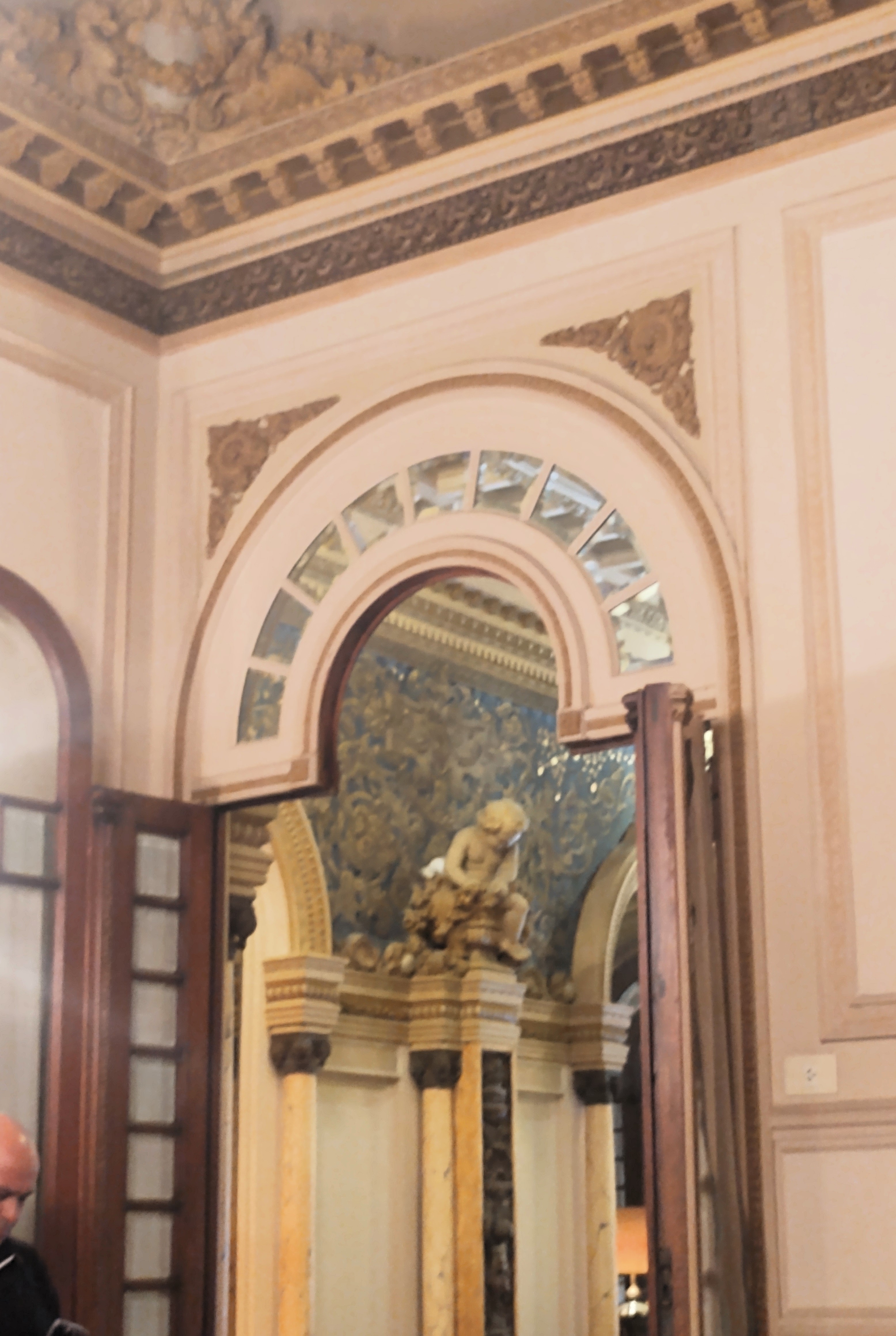
Detalles
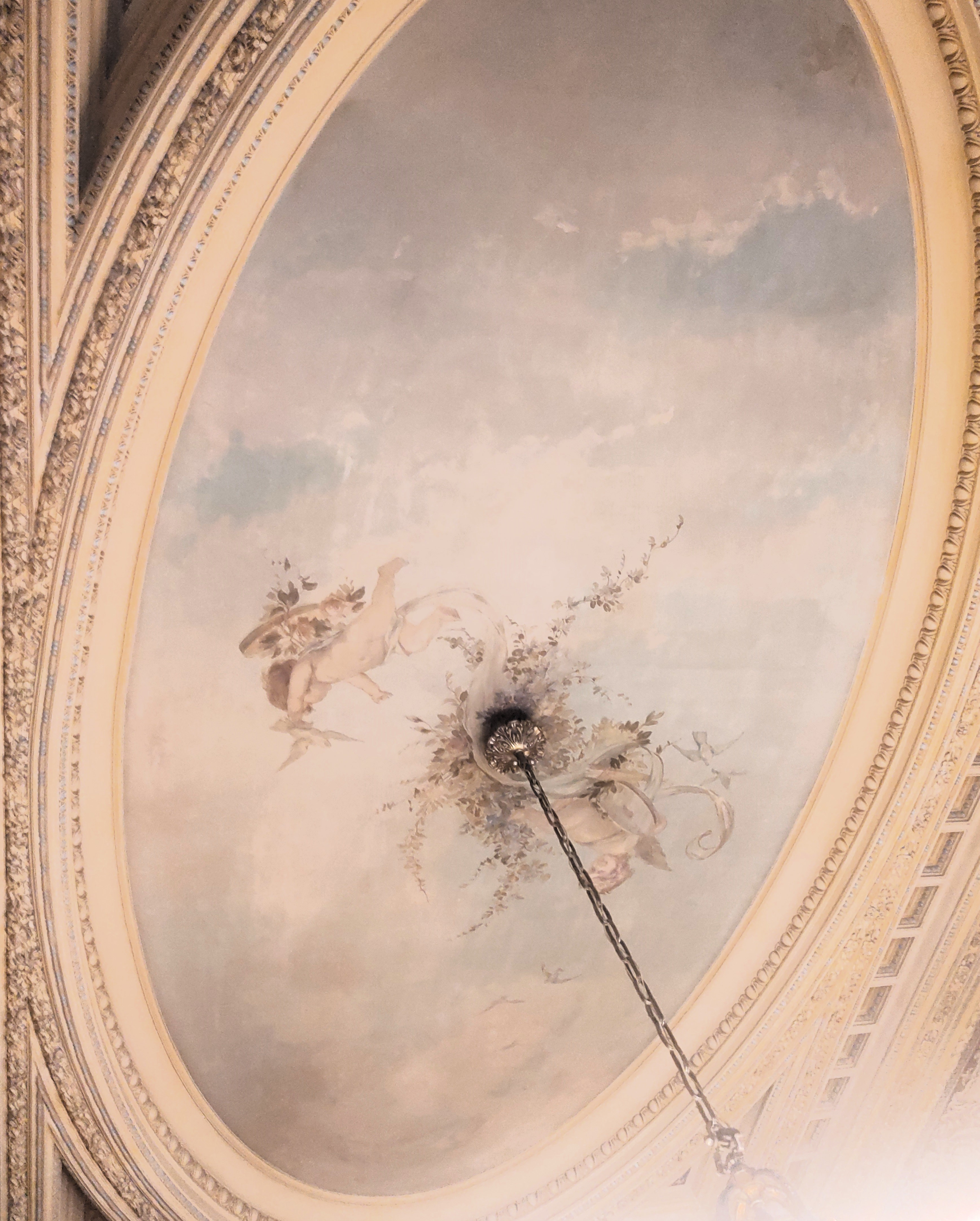
Techo
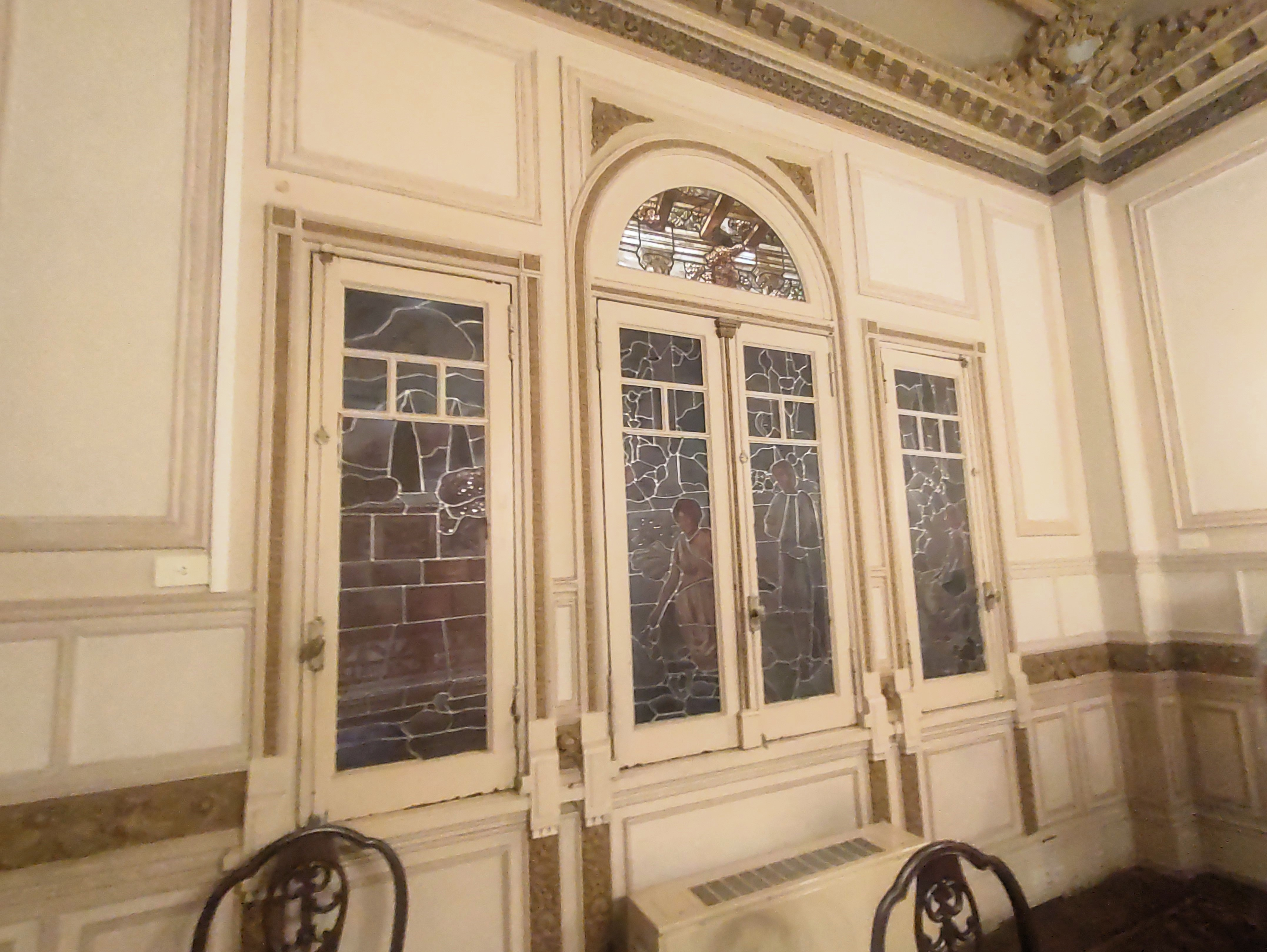
Vitrales